# پائتوس
سکستوس آئلیوس پائتوس قانونگذار رومی بود که در سال ۱۹۸ قبل از میلاد کنسول و در ۱۹۳ قبل از میلاد شهربان شد.
او مؤلف سه فصل یا شاید سه قانون آیلینی بود. این قوانین در اصل حاوی تحریر تازه‌ای از قانون دوازده لوحه بود که در ۴۵۰ ق م به نگارش درآمده بود. پائتوس شرح‌هایی نیز بر این قوانین نوشت.